# ألكسندر بونغه
أَلِكْسَنْدَر بُونْغُه (1803-1890) (بالإنجليزية: Alexander Georg von Bunge)‏ هو عالم نبات ألماني.